# Sully (Saône-et-Loire)
Pour les articles homonymes, voir Sully.
Sully est une commune française située dans le département de Saône-et-Loire, en région Bourgogne-Franche-Comté.

## Géographie

### Géologie
La commune repose sur du schiste bitumineux d'âge autunien (−299 et −282 millions d'années) et sur de la houille du Stéphanien (−307 et −299 millions d'années).

### Climat
Pour des articles plus généraux, voir Climat de la Bourgogne-Franche-Comté et Climat de Saône-et-Loire.
En 2010, le climat de la commune est de type climat océanique dégradé des plaines du Centre et du Nord, selon une étude du Centre national de la recherche scientifique s'appuyant sur une série de données couvrant la période 1971-2000. En 2020, Météo-France publie une typologie des climats de la France métropolitaine dans laquelle la commune est exposée à un climat océanique altéré et est dans la région climatique Lorraine, plateau de Langres, Morvan, caractérisée par un hiver rude (1,5 °C), des vents modérés et des brouillards fréquents en automne et hiver.
Pour la période 1971-2000, la température annuelle moyenne est de 10,2 °C, avec une amplitude thermique annuelle de 16,8 °C. Le cumul annuel moyen de précipitations est de 857 mm, avec 11,6 jours de précipitations en janvier et 7,7 jours en juillet. Pour la période 1991-2020, la température moyenne annuelle observée sur la station météorologique de Météo-France la plus proche, « Arnay_sapc », sur la commune de Saint-Prix-lès-Arnay à 12 km à vol d'oiseau, est de 10,5 °C et le cumul annuel moyen de précipitations est de 799,9 mm. 
La température maximale relevée sur cette station est de 39,1 °C, atteinte le 24 juillet 2019 ; la température minimale est de −18,1 °C, atteinte le 20 décembre 2009,,.
Les paramètres climatiques de la commune ont été estimés pour le milieu du siècle (2041-2070) selon différents scénarios d'émission de gaz à effet de serre à partir des nouvelles projections climatiques de référence DRIAS-2020. Ils sont consultables sur un site dédié publié par Météo-France en novembre 2022.

## Urbanisme

### Typologie
Au 1er janvier 2024, Sully est catégorisée commune rurale à habitat très dispersé, selon la nouvelle grille communale de densité à sept niveaux définie par l'Insee en 2022.
Elle est située hors unité urbaine. Par ailleurs la commune fait partie de l'aire d'attraction d'Autun, dont elle est une commune de la couronne,. Cette aire, qui regroupe 42 communes, est catégorisée dans les aires de moins de 50 000 habitants,.

### Occupation des sols
L'occupation des sols de la commune, telle qu'elle ressort de la base de données européenne d’occupation biophysique des sols Corine Land Cover (CLC), est marquée par l'importance des territoires agricoles (58,9 % en 2018), une proportion sensiblement équivalente à celle de 1990 (59 %). La répartition détaillée en 2018 est la suivante : prairies (45,4 %), forêts (39,1 %), terres arables (7,7 %), zones agricoles hétérogènes (5,8 %), espaces verts artificialisés, non agricoles (1,1 %), zones urbanisées (0,8 %). L'évolution de l’occupation des sols de la commune et de ses infrastructures peut être observée sur les différentes représentations cartographiques du territoire : la carte de Cassini (XVIIIe siècle), la carte d'état-major (1820-1866) et les cartes ou photos aériennes de l'IGN pour la période actuelle (1950 à aujourd'hui).

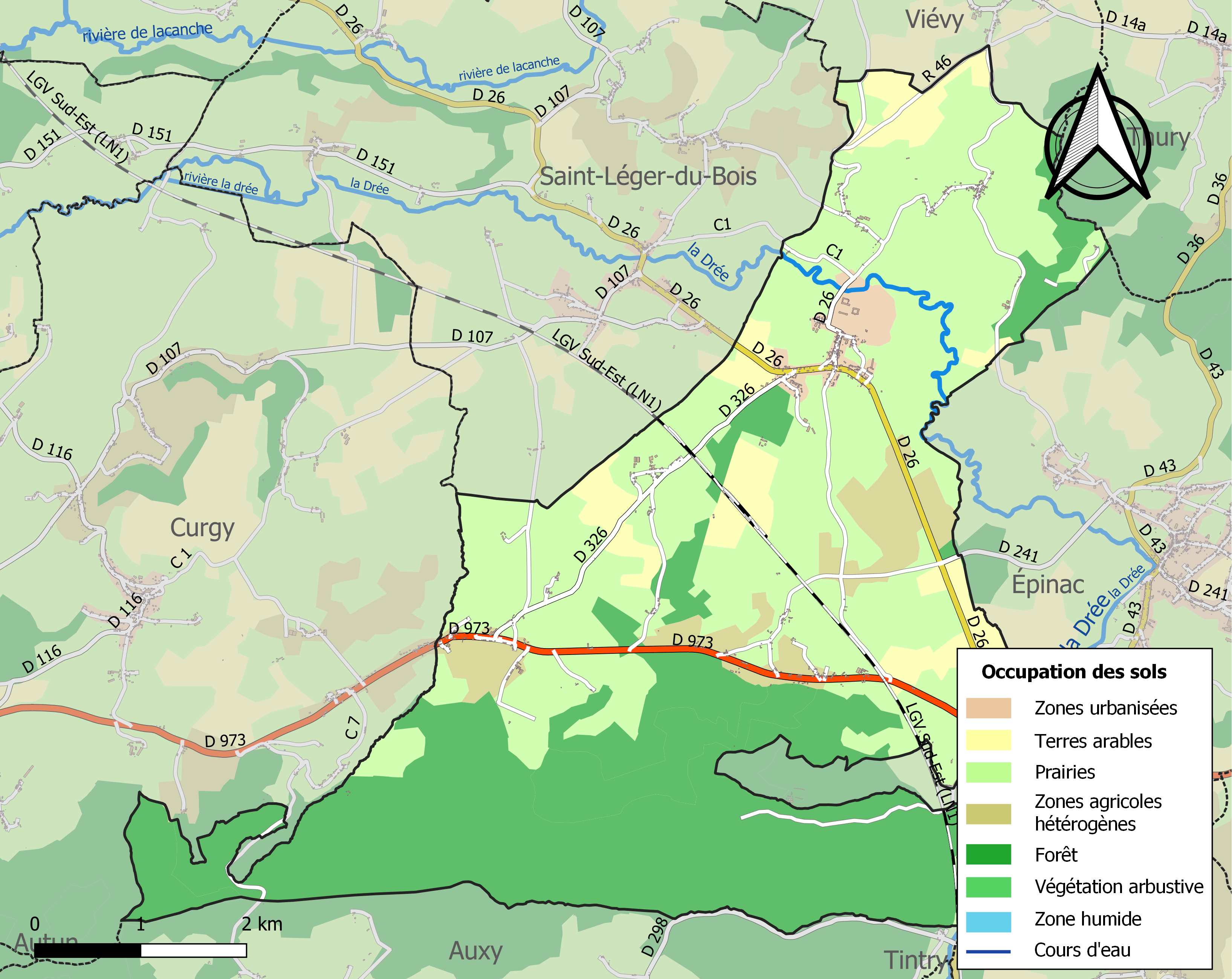
Carte des infrastructures et de l'occupation des sols de la commune en 2018 (CLC).

## Toponymie
- 936 : Sulliacum (A. de Charmasse, cartulaire de l'église d'Autun, I-II p. 17) ;
- 1350c : Suilleyum sur un pouillé du XIVe siècle ;
- 1550c : Sauliacum ;
- 1650c : Solacum selon Courtépée.

Nom de lieux d’origine prélatine ou gallo-romaine.
Le nom de Sully proviendrait d'une déesse celtique : Sulis. Elle aurait été assimilée à Minerve, par les Romains, et aurait exercé un pouvoir spécial sur les eaux.

## Histoire

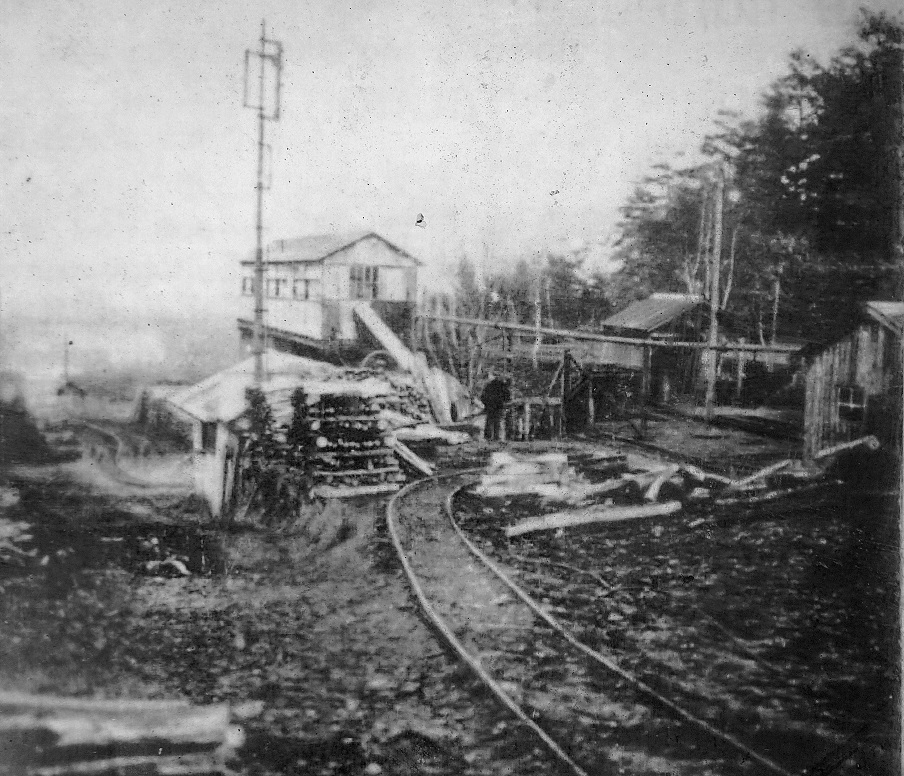
La descenderie Bathiard en activité après 1940.

Sully est l'une des premières communes de Saône-et-Loire à avoir été cadastrée, conformément aux dispositions de l’arrêté du 12 brumaire an XI établissant le premier système de cadastre dit « par masse de culture » (il s'agissait d'établir la nature des cultures présentes sur le territoire des communes sans introduire toutefois de découpage entre les parcelles, l’administration se chargeant de faire coïncider les déclarations des propriétaires et les superficies concernées).
Le village connait une forte activité économique entre le début du XIXe siècle et le milieu du XXe siècle, liée à l'exploitation de charbon (descenderie Bathiard de Veuvrotte, puits François-Mathieu, puits Marveley et Garenne) avec l'accord des concessions minière de Veuvrotte et d'Épinac.

## Politique et administration
| Période                                  | Période        | Identité                      | Étiquette          | Qualité                       |
| ---------------------------------------- | -------------- | ----------------------------- | ------------------ | ----------------------------- |
| avant 1813                               | juillet 1815   | Maurice-François de Mac-Mahon |                    | Marquis de Mac Mahon          |
| septembre 1815                           | octobre 1830   | Claude Beaune                 |                    | Régisseur du Château de Sully |
| novembre 1830                            | juin 1832      | Dureuil                       |                    |                               |
| juillet 1832                             | octobre 1840   | Jean-Baptiste Lucotte         |                    |                               |
| octobre 1840                             | décembre 1851  | Beaune                        |                    | Régisseur du Chàteau de Sully |
| janvier 1852                             | novembre 1852  | Jean-François Renaud          |                    | Fermier du domaine de Sully   |
| novembre 1852                            | août 1860      | Claude Bidault                |                    |                               |
| août 1860                                | septembre 1865 | Jean-François Renaud          |                    | Fermier du domaine de Sully   |
| octobre 1865                             | avril 1871     | Joseph Jobey                  |                    |                               |
| mai 1871                                 | juillet 1875   | Charles Beaune                |                    |                               |
| août 1875                                | janvier 1878   | Joseph Louis Marie Jobey      |                    |                               |
| mars 1878                                | mai 1884       | Charles Corot                 |                    |                               |
| juin 1884                                | 1894           | Charles-Marie de Mac-Mahon    |                    | Marquis de Mac Mahon          |
| 1894                                     | après 1904     | François Renaud               |                    |                               |
| 1929                                     | 1946           | Pierre-Alexandre Jacqueson    | radical-socialiste | agriculteur                   |
| 1947                                     | 1973           | Joseph Renaud                 | RPF, CNIP          | agriculteur                   |
| mars 2001                                | 2009           | Claude Jacqueson              | SE                 |                               |
| 2009                                     | décembre 2012  | François Courouble            | SE                 |                               |
| janvier 2013                             | mars 2014      | Jean-Michel Salin             |                    |                               |
| mars 2014                                | mars 2020      | Daniel Mallard                |                    |                               |
| mars 2020                                | en cours       | Emmanuel Roucher              |                    |                               |
| Les données manquantes sont à compléter. |                |                               |                    |                               |

## Démographie
L'évolution du nombre d'habitants est connue à travers les recensements de la population effectués dans la commune depuis 1793. Pour les communes de moins de 10 000 habitants, une enquête de recensement portant sur toute la population est réalisée tous les cinq ans, les populations de référence des années intermédiaires étant quant à elles estimées par interpolation ou extrapolation. Pour la commune, le premier recensement exhaustif entrant dans le cadre du nouveau dispositif a été réalisé en 2006.

En 2022, la commune comptait 489 habitants, en évolution de −2,2 % par rapport à 2016 (Saône-et-Loire : −1,06 %, France hors Mayotte : +2,11 %).
| 1793  | 1800 | 1806  | 1821  | 1831  | 1836  | 1841  | 1846  | 1851  |
| ----- | ---- | ----- | ----- | ----- | ----- | ----- | ----- | ----- |
| 1 093 | 941  | 1 017 | 1 289 | 1 387 | 1 502 | 1 612 | 1 525 | 1 544 |

| 1856  | 1861  | 1866  | 1872  | 1876  | 1881  | 1886  | 1891  | 1896  |
| ----- | ----- | ----- | ----- | ----- | ----- | ----- | ----- | ----- |
| 1 483 | 1 516 | 1 408 | 1 314 | 1 289 | 1 198 | 1 238 | 1 189 | 1 109 |

| 1901  | 1906 | 1911  | 1921 | 1926 | 1931 | 1936 | 1946 | 1954 |
| ----- | ---- | ----- | ---- | ---- | ---- | ---- | ---- | ---- |
| 1 006 | 964  | 1 012 | 888  | 897  | 879  | 801  | 725  | 671  |

| 1962 | 1968 | 1975 | 1982 | 1990 | 1999 | 2006 | 2011 | 2016 |
| ---- | ---- | ---- | ---- | ---- | ---- | ---- | ---- | ---- |
| 629  | 545  | 514  | 573  | 579  | 561  | 569  | 532  | 500  |

| 2021 | 2022 | - | - | - | - | - | - | - |
| ---- | ---- | - | - | - | - | - | - | - |
| 489  | 489  | - | - | - | - | - | - | - |

## Lieux et monuments

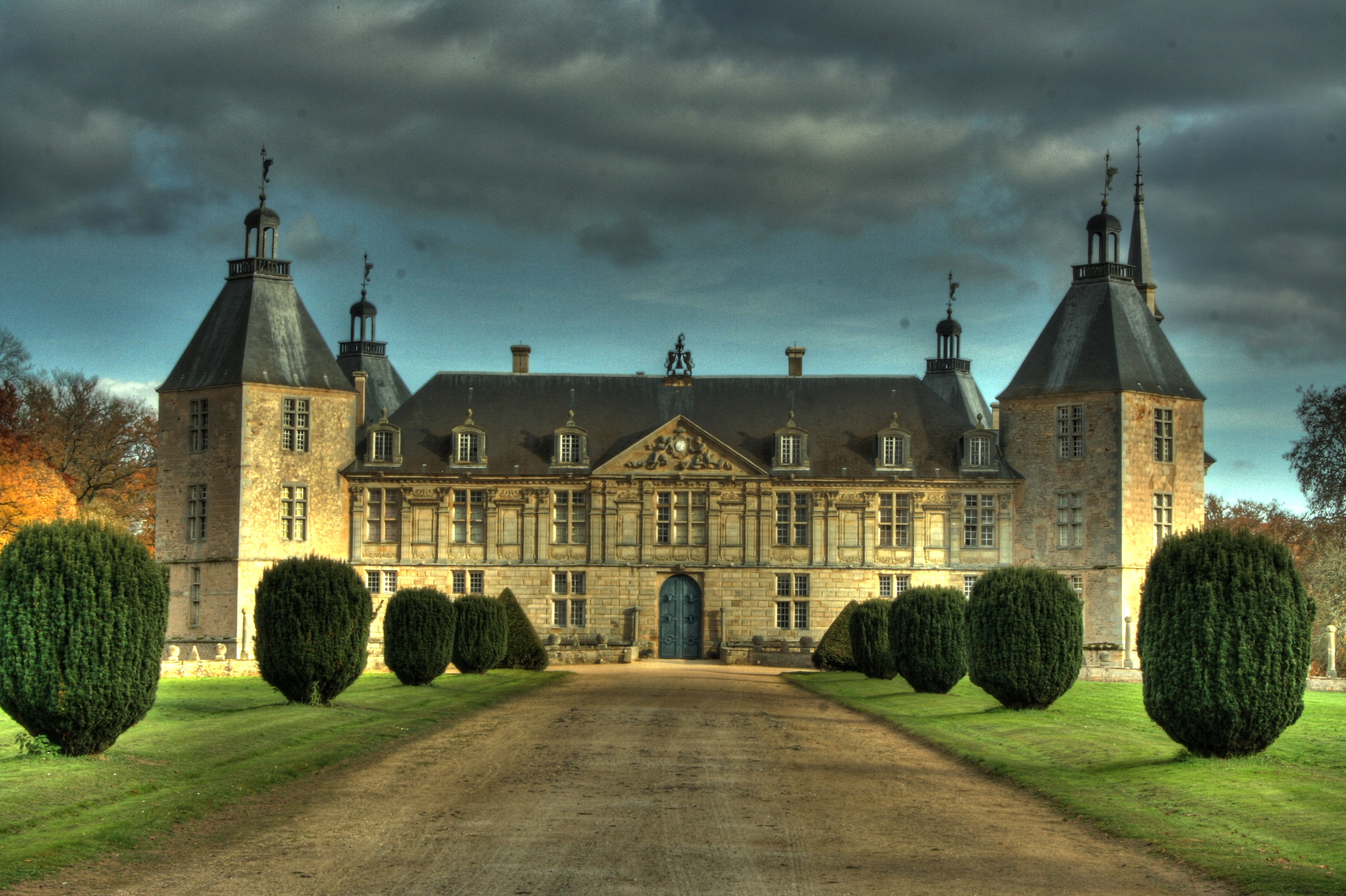
Le château de Sully.

- Le château de Sully (XVIe siècle-XIXe siècle) vit naître Patrice de Mac-Mahon, maréchal de France et président de la République, décédé le 8 octobre 1893. La résidence est aujourd'hui la propriété de la duchesse de Magenta.
- L'église, placée sous le vocable de Notre-Dame de l'Assomption, dont la construction, achevée en 1873, a été réalisée d'après des plans de l'architecte Grosley de Semur-en-Auxois.
- La vieille église gothique de Sully, devenue chapelle funéraire des Mac-Mahon.
- Le monastère du Val Saint-Benoît (XIIIe siècle), qui abrite depuis 1962 une communauté de moniales de Béthléem.
- Le château du Haut-Puits, situé entre les hameaux de La Comme et de Creusefond, sur une éminence, dont la construction aurait pour origine la famille d'Anstrude, d'origine écossaise comme les Mac-Mahon, venus en France dans le sillage des Stuart chassés du royaume d'Angleterre. En 1817, cette demeure passa aux Bertheault de Noiron, famille originaire de Lucenay-l'Évêque dans laquelle il est resté.
- Au hameau de Morgelle : chapelle Saint-Roch, reconstruite au XVIIIe siècle par le curé Bretin sur un chœur gothique flanqué d’une surprenante colonne (propriété communale depuis 1989).
- Au hameau de Bouton : chapelle dédiée à sainte Anne, datée de 1739, et que signale un élégant clocheton de bois, et imposante ferme fortifiée du XVIIe siècle, dite autrefois le château de Bouton, ancienne demeure de la famille Bretin.
- Sur le territoire de la commune est implantée une forêt domaniale : la forêt des Battées (contenance : 455,17 ha), qui mêle conifères et feuillus[18].
- Vestiges miniers des mines de charbon (descenderie Bathiard de Veuvrotte, puits François-Mathieu, puits de Marveley et Garenne)[1].

Vestiges miniers.
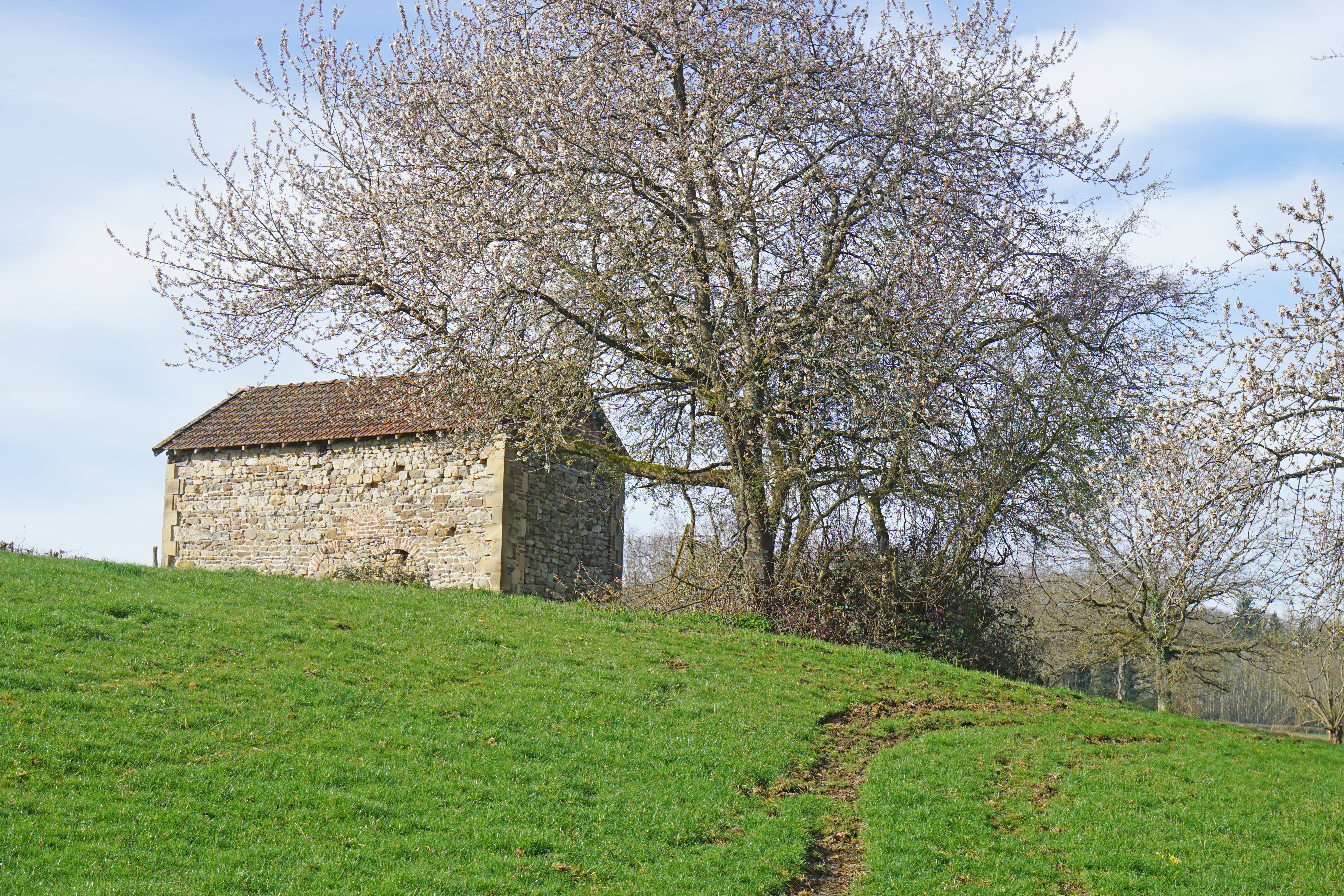
Le puits Marveley.
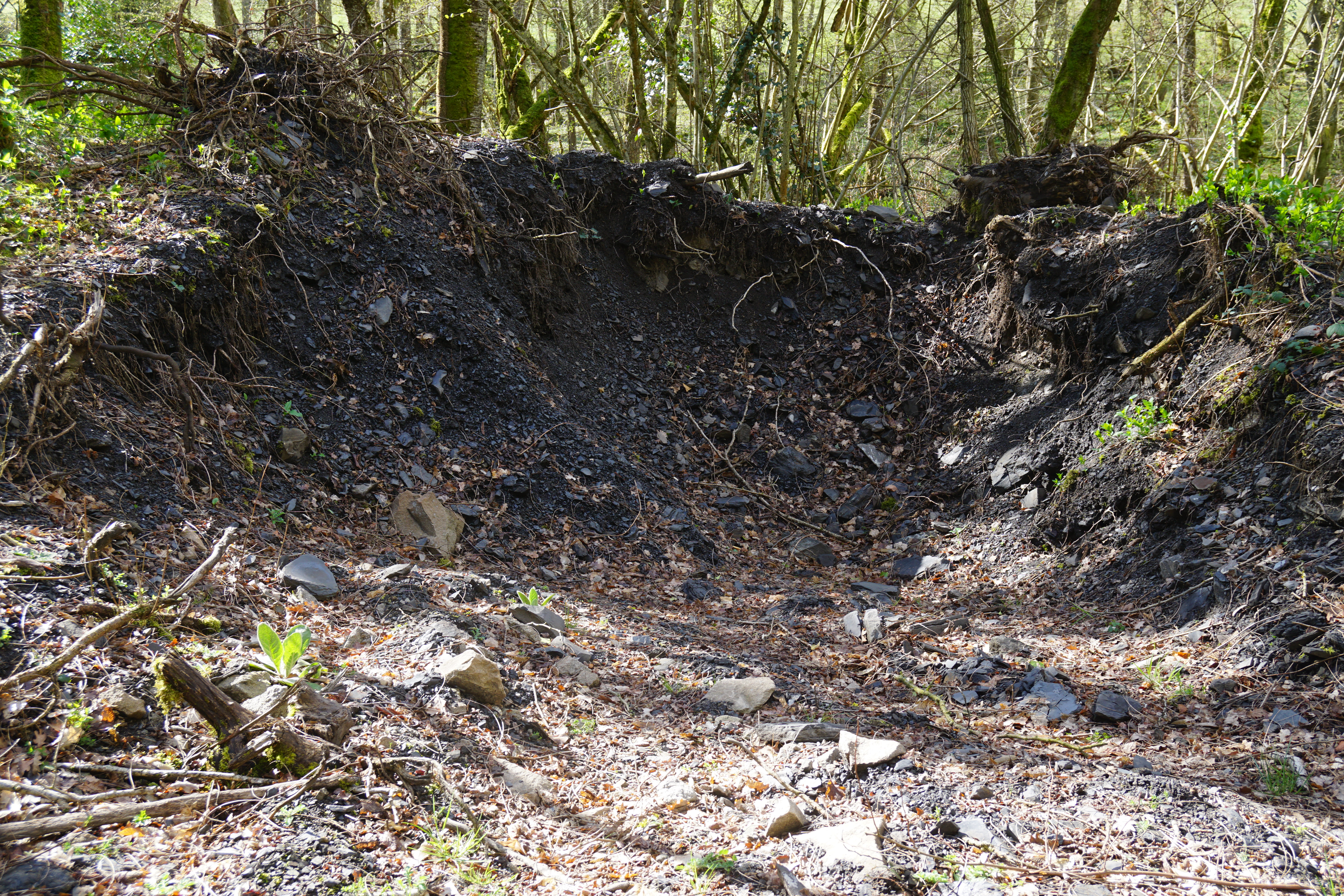
Schiste de Creusefond.
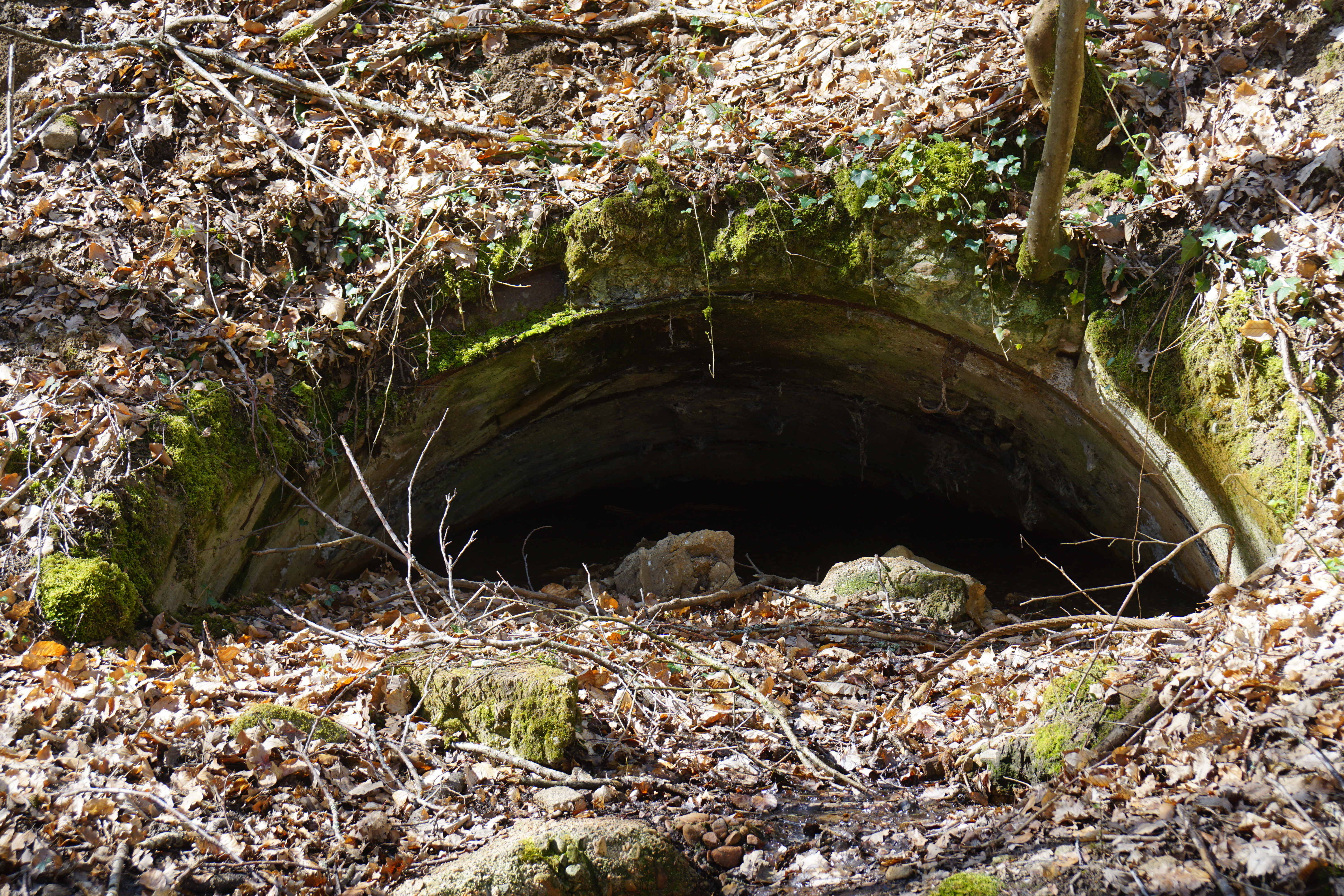
Entrée de la descenderie Bathiard.
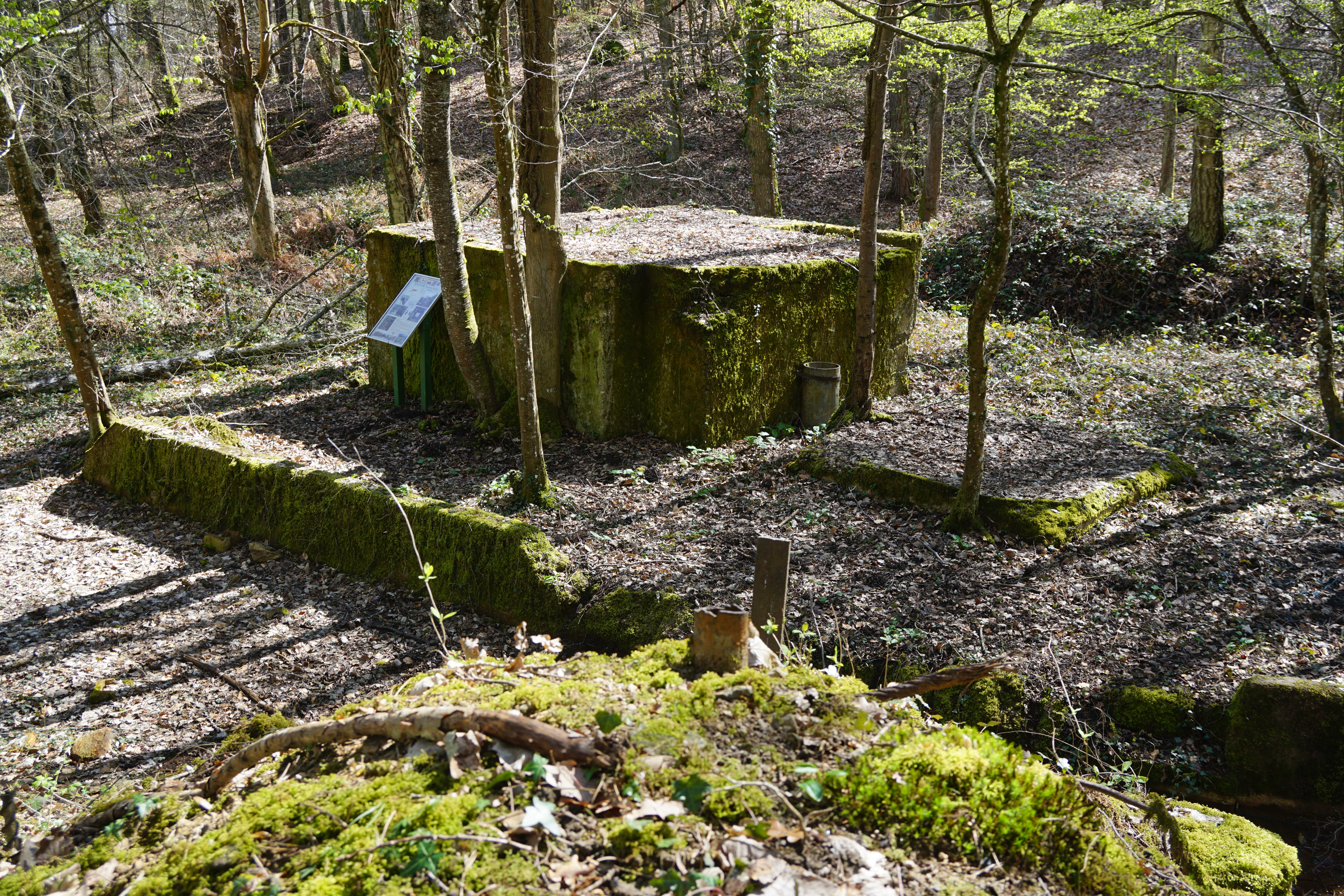
Bâtiment du treuil de la descenderie Bathiard.
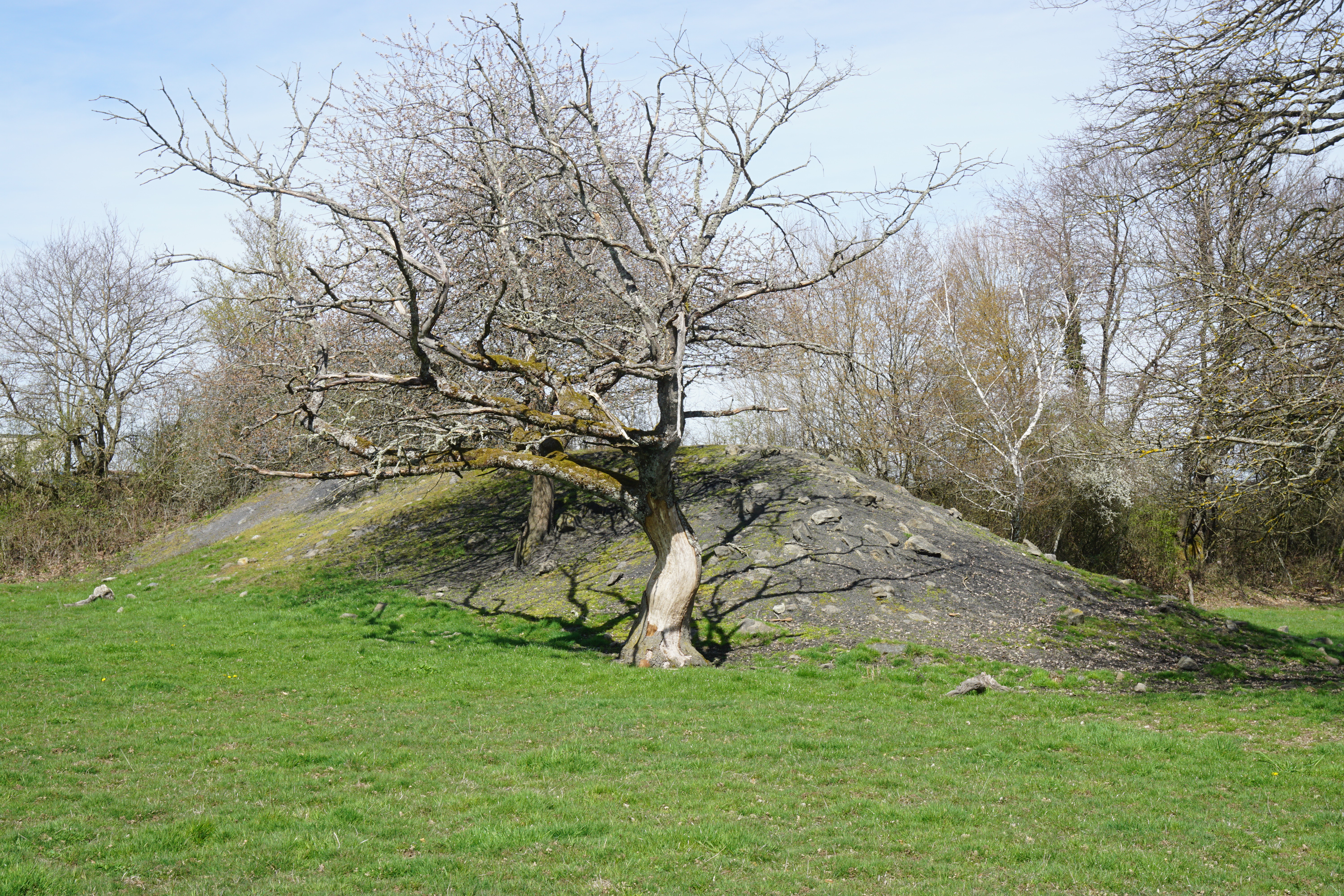
Le terril du puits François-Mathieu.

## Personnalités liées à la commune
- La famille de Saulx-Tavannes, dont :
  - Gaspard de Saulx, (1509 † 1573 - Sully), maréchal de France, lieutenant général de la province de Bourgogne, bâtisseur du château de Sully.
- La famille de Mac-Mahon, dont :
  - Maurice-François de Mac-Mahon, (14 octobre 1754 - château de Sully, Sully † 22 mars 1831 - Autun), baron de Sully, comte de Mac-Mahon et de Charnay, général français des XVIIIe et XIXe siècles ;
  - Patrice de Mac-Mahon, fils du précédent, duc de Magenta, prince de Solférino, maréchal de France et président de la République française, né le 13 juillet 1808 au château de Sully.
- L'abbé Paul Muguet (1839-1923), curé de la paroisse de Sully (1890-1923), chanoine honoraire de la cathédrale d’Autun, historien local.
- Joseph Renaud (1906-1978), maire de Sully, conseiller général de Saône-et-Loire, qui fut député et sénateur.

## Pour approfondir